# 冬山鄉
冬山鄉，舊稱「冬瓜山」，位於中華民國宜蘭縣中部，宜蘭平原東南端，中央山脈東北端。北鄰三星鄉、羅東鎮，東北端一小段接五結鄉，東南鄰蘇澳鎮，南邊東段為南澳鄉，西南邊與西邊為大同鄉。全境人口約有5.3萬人，是宜蘭縣人口第三多的行政區（僅次於宜蘭市與羅東鎮），也是臺灣人口第五大鄉。

## 歷史
冬山鄉鄉名源於鄉治所在地古名「冬瓜山」。漢人於清朝嘉慶、咸豐年間入墾現在的南興、安平和冬山等村，先民取自安平村境內附近有座形似冬瓜的山，所以叫做「冬瓜山」。
光緒元年（1875年）改噶瑪蘭廳為宜蘭縣，隸屬福建省台北府，光緒12年（1886年）屬台灣省台北府宜蘭縣。明治28年（光緒21年，1895年）日治時期後，隸屬台北縣宜蘭廳，大正9年（民國9年，1920年）實施州郡街庄制後，行政區取「冬瓜山」其中二
字，定名為冬山庄，屬台北州羅東郡。
戰後，民國35年（1946年）劃定行政區，仍以原有區域改稱冬山鄉，屬台北縣羅東區。民國39年（1950年）10月10日行政區域重新劃分，本鄉由宜蘭縣管轄至今。

## 地理

### 氣侯
每逢豪雨和颱風時，冬山鄉的武淵、珍珠和補城社區等低窪道路區域必淹水而成為湖泊。

### 人口
根據宜蘭縣冬山鄉戶政事務所及內政部戶政司統計，2024年底冬山鄉戶數約2.1萬戶，人口約5.3萬人，是臺灣人口第五大鄉。鄉內人口最多與最少的村分別是順安村與中山村，2024年底兩村人口分別為5,539人與473人，其中順安村也是宜蘭縣人口第二大村里，僅次於員山鄉員山村；人口密度最高與最低的村分別是清溝村與大進村，2024年底兩村人口密度分別為每平方公里2,918人與113人。

## 政治

### 歷任首長
| 任次   | 姓名   | 黨籍       | 任職期間                      | 備註     |
| ------ | ------ | ---------- | ----------------------------- | -------- |
| 第1屆  | 徐錦昌 |            | 1949年4月~1953年12月          |          |
| 第2屆  | 黃志雄 |            | 1953年12月~1956年6月30日      |          |
| 第3屆  | 黃志雄 |            | 1956年7月1日~1960年1月15日    |          |
| 第4屆  | 徐辛柱 |            | 1960年1月16日~1964年2月28日   |          |
| 第5屆  | 林學德 |            | 1964年3月1日~1968年2月28日    |          |
| 第6屆  | 徐振榮 |            | 1968年3月1日~1973年3月31日    |          |
| 第7屆  | 林學德 |            | 1973年4月1日~1977年12月31日   |          |
| 第8屆  | 林長育 |            | 1978年1月1日~1982年2月28日    |          |
| 第9屆  | 林學德 | 中國國民黨 | 1982年3月1日~1986年3月1日     |          |
| 第10屆 | 林長育 | 中國國民黨 | 1986年3月1日~1990年3月1日     |          |
| 第11屆 | 林長育 | 中國國民黨 | 1990年3月1日~1994年3月1日     | 同額競選 |
| 第12屆 | 林定國 | 中國國民黨 | 1994年3月1日~1998年3月1日     | 同額競選 |
| 第13屆 | 林定國 | 無黨籍     | 1998年3月1日~2002年3月1日     |          |
| 第14屆 | 張秋明 | 民主進步黨 | 2002年3月1日~2006年3月1日     |          |
| 第15屆 | 張秋明 | 民主進步黨 | 2006年3月1日~2010年3月1日     |          |
| 第16屆 | 謝燦輝 | 民主進步黨 | 2010年3月1日~2014年12月25日   |          |
| 第17屆 | 謝燦輝 | 民主進步黨 | 2014年12月25日~2018年12月25日 |          |
| 第18屆 | 林峻輔 | 民主進步黨 | 2018年12月25日~2022年12月25日 |          |
| 第19屆 | 林峻輔 | 民主進步黨 | 2022年12月25日~               | 同額競選 |

### 鄉政組織
冬山鄉公所是冬山鄉最高層級的地方行政機關，在中華民國政府架構中為鄉自治的行政機關，同時負責執行縣政府及中央機關委辦事項，冬山鄉的自治監督機關為宜蘭縣政府。鄉長由全體鄉民直接選舉產生，任期為四年，可連選連任一次。冬山鄉公所並置鄉政會議，為鄉政最高決策機構，在鄉長之下，設有5課4室等9個內部單位及4個附屬機關。
冬山鄉民代表會是冬山鄉的最高民意機關，代表冬山鄉全體鄉民立法和監察鄉政。鄉民代表由公民直選選出，任期為四年，可連選連任。冬山鄉民代表會共有11位鄉民代表，分別為第一選區3席鄉民代表、第二選區3席鄉民代表、第三選區2席鄉民代表、第四選區3席鄉民代表，主席、副主席由11位鄉民代表互選產生。

### 行政區
- 珍珠村、補城村、三奇村、大興村、東城村、香和村、南興村、安平村
- 冬山村、太和村、八寶村、丸山村、中山村、順安村、永美村
- 武淵村、群英村、清溝村
- 鹿埔村、得安村、廣興村、廣安村、柯林村、大進村

## 教育

### 實驗學校
- 宜蘭縣立慈心華德福教育實驗高級中等學校附設國民中小學

### 高級中等學校
- 國立羅東高級工業職業學校

### 國民中學
- 宜蘭縣立冬山國民中學
- 宜蘭縣立順安國民中學

### 國民小學
- 宜蘭縣冬山鄉冬山國民小學
- 宜蘭縣冬山鄉武淵國民小學
- 宜蘭縣冬山鄉柯林國民小學
- 宜蘭縣冬山鄉順安國民小學
- 宜蘭縣冬山鄉大進國民小學
- 宜蘭縣冬山鄉東興國民小學
- 宜蘭縣冬山鄉清溝國民小學
- 宜蘭縣冬山鄉廣興國民小學

## 交通

### 鐵路

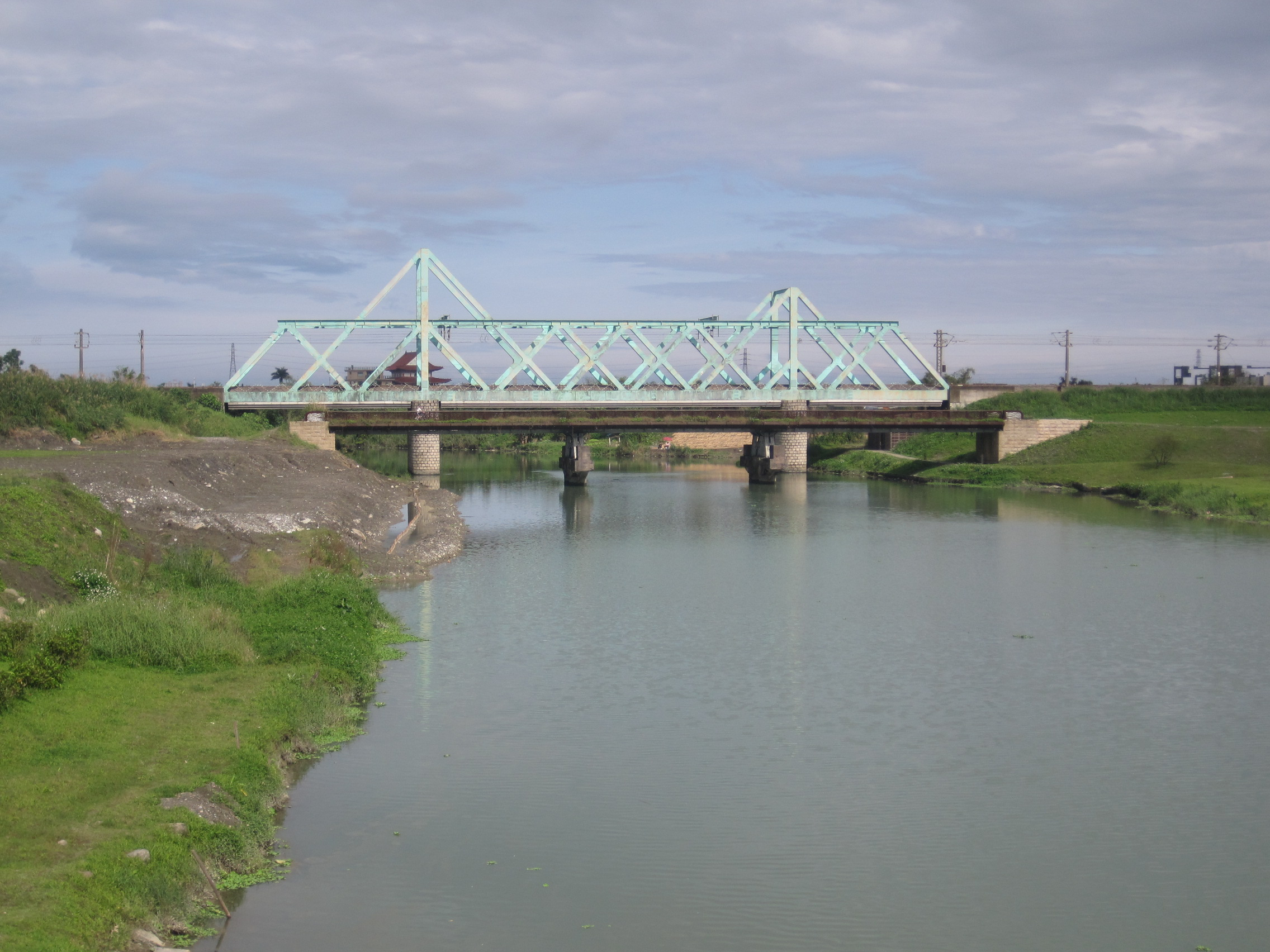
臺鐵冬山河橋

臺灣鐵路管理局
- 宜蘭線：冬山車站

### 公路
- 國道五號（蔣渭水高速公路）
  - 54 蘇澳 蘇澳交流道
- 台7丙線：東西向，廣興地區，東與羅東、西與三星聯絡。
- 台9線：南北向，北與羅東、南與蘇澳聯絡。
- 縣道191號：南北向，國道5號側車道

### 公車資訊
※全線可使用悠遊卡及一卡通付款乘車（不論刷卡購票或車上刷卡）※

#### 國道客運
- 大都會客運與台北客運（都會之星）聯營：
  - 9028 新店(捷運大坪林站)－北二高－北宜高－坪林－北宜高－羅東－冬山－蘇澳 （蘇澳全程車-經坪林，每小時一班）
  - 9028 新店(捷運大坪林站)－北二高－北宜高－北宜高－羅東－冬山－蘇澳 （蘇澳全程車）
  - 9028 新店(捷運大坪林站)－北二高－北宜高－羅東 （羅東直達車）

- 國光客運：
  - 1879 圓山轉運站－中山高－南港－環東大道－北二高－北宜高－南方澳 （蘇澳全程車）
  - 1879 圓山轉運站－中山高－南港－環東大道－北二高－北宜高－羅東 （羅東直達車）

#### 宜蘭縣市區公車
- 國光客運：
  - 綠25 羅東轉運站－梅花湖（假日行駛）
  - 紅2 宜蘭轉運站－南方澳
  - 1766 南方澳－烏石港（平日行駛）
  - 1767 南方澳－純精路－頭城（平日行駛）
- 首都客運：
  - 281 羅東轉運站－仁山植物園

## 旅遊
- 井仔頭
- 冬山風箏博物館
- 冬山鄉立圖書館（阿瘦羅水木紀念圖書館）
- 冬山河生態綠舟：位於冬山河的中上游。
- 冬山國中賴建忠紀念碑
- 中山休閒農業區：位於中山村，特色是多樣性的休閒農牧業。2009年台灣燈會牛生肖主燈目前放置於此地，此農業區為全國休閒農業示範區。
- 武荖坑風景區：位於新城溪上游，與蘇澳鎮交界，特色是茶葉產區及露營地。由縣政府規劃開發，目前為每年綠色博覽會的舉辦場地。
- 大進休閒農業區：特產為宜蘭名產—蜜餞。
- 梅花湖風景區及梅花湖休閒農業區：環湖步道、自行車出租。
- 冬山進興宮：主祀古公三王，於光緒十六年（1890年）興建。
- 石聖爺廟：此廟的掛貫傳統習俗受到宜蘭縣政府的推廣。
- 太和村永福宮：主祀三山國王。
- 小林福德正神廟：太和村十三份坑的土地祠。
- 仁山植物園：又名仁山苗圃。
- 舊寮瀑布
- 新寮瀑布
- 冬山三清宮：目前為全國道教總廟所在地。
- 草湖玉尊宮：主神為玉皇大帝，當地稱草湖天公廟。

## 外部連結
- 冬山鄉公所 （页面存档备份，存于）
- 幸福冬山的Facebook專頁
- YouTube上的冬山鄉公所頻道
- YouTube上的幸福冬山頻道